# 22139 Jamescox
22139 Jamescox este un asteroid din centura principală de asteroizi.

## Descriere
22139 Jamescox este un asteroid din centura principală de asteroizi. A fost descoperit pe 1 noiembrie 2000 la Socorro, New Mexico, în cadrul proiectului LINEAR. Asteroidul prezintă o orbită caracterizată de o semiaxă mare de 2,39 ua, o excentricitate de 0,13 și o înclinație de 5,8° în raport cu ecliptica.